# 皆川嘉左エ門
皆川 嘉左エ門（みながわ かざえもん、1942年3月10日 - 2018年4月3日）は秋田県十文字町（現：横手市）出身の彫刻家。自他ともに「農民彫刻家」を称する。

## 略歴
1942年、秋田県十文字町仁井田に生まれる。1960年に秋田県立増田高等学校を卒業、農業をはじめる。かたわら能面づくりをおこなうが、1962年より彫刻を手がける。おもに木彫を制作している。「老人百姓」「百歳のばあさま」「休耕田に佇む」などの作品は県内各地の公共施設等に展示されている。1999年には、大雄村（現：横手市）の重福寺より仁王像の制作依頼を受け、その作品は「平成の仁王」と呼ばれて注目を浴びた。
1975年11月、日展に初入選、以後、数回にわたり入選した（全7回）。なお、1987年12月には『NHK紅白歌合戦』に審査員として出場している。1992年12月、「秋田県芸術文化賞」受賞。
1988年から十文字町議会議員を4期、2003年から2004年まで町議会議長を務めた。
2018年4月3日、くも膜下出血のため死去。

## 日展入選作品
- 1975年 第7回展　「吹雪の朝市」
- 1980年 第12回展　「晩秋の老婆」
- 1981年 第13回展　「かさ縫いの老婆」
- 1983年 第15回展　「外□の老人」
- 1985年 第17回展　「冬の朝市」
- 1987年 第19回展　「晩秋」
- 1988年 第20回展　「吹雪の朝市」

## 出版物
- 1980年 『ふるさと野外展集』